# Sportåret 1848

## Händelser

### Baseboll
- Okänt datum – Första kända publiceringen av New York Knickerbockers spelregler från 1845[1], vilka anses vara de första basebollreglerna[2].

### Boxning

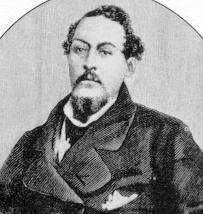
Tom Hyer.

- William Thompson behåller den engelska mästerskapstiteln i tungvikt, men inga matcher finns registrerade för honom under året.[3]

- Tom Hyer behåller den amerikanska mästerskapstiteln i tungvikt, men inga matcher finns registrerade för honom under året.[4]

### Cricket
- Okänt datum – Sussex CCC vinner County Championship (en inofficiell titel fram till 1890, då de första officiella mästarna koras).

### Fotboll
- Okänt datum – Studenter vid Universitetet i Cambridge utarbetar spelregler ("Cambridge-reglerna") som är en kompromiss mellan de fotbolls- och rugbyregler som de spelat efter på sina tidigare skolor. Inget exemplar av reglerna har bevarats till eftervärlden.[5]

## Födda

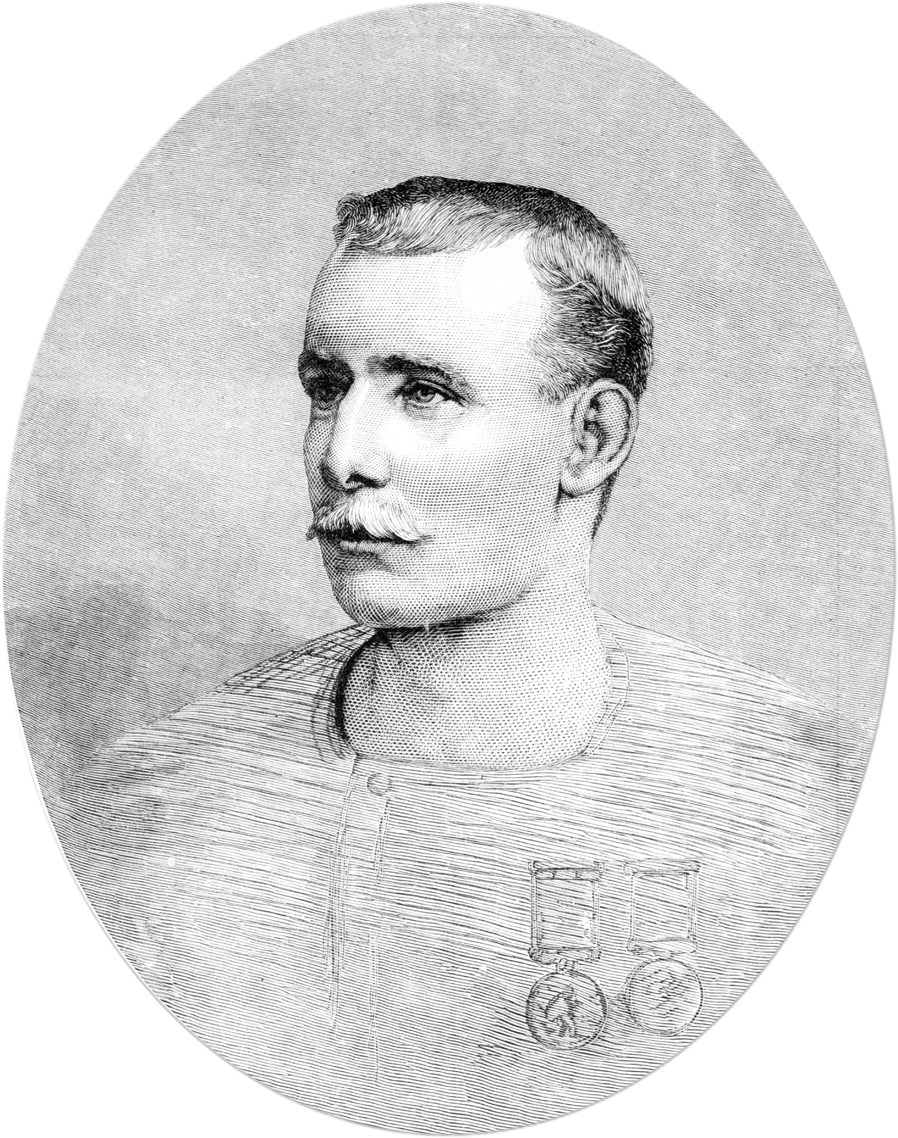
Matthew Webb.

- 19 januari – Matthew Webb, engelsk simmare, den första att simma över Engelska kanalen utan hjälpmedel[6]

## Bildade föreningar och klubbar
- 3 april – Bielefelder TG, tysk gymnastikförening[7]